# Wybory parlamentarne w Monako w 2013 roku
Wybory parlamentarne w Monako w 2013 roku odbyły się 10 lutego. W ich wyniku wybranych zostało 24 członków Rady Narodowej.

## System wyborczy
Członkowie Rady Narodowej wybierani są na pięcioletnią kadencję w mieszanym systemie głosowania w jednym okręgu wyborczym. Szesnaście mandatów przydzielanych jest z uwzględnieniem systemu wielokrotnego głosowania (zwanego również systemem blokowym) spośród kandydatów, którzy uzyskali największą liczbę głosów. Pozostałe osiem mandatów obsadzane jest z zastosowaniem ordynacji proporcjonalnej z mieszanych list wyborczych, które przekroczyły próg 5% poparcia.

## Obserwatorzy
Organizacja Bezpieczeństwa i Współpracy w Europie została zaproszona przez ambasadora Monako przy OBWE i wysłała zespół czterech obserwatorów z czterech krajów pod przewodnictwen polaka Konrada Olszewskiego. Delegacja przebywała w księstwie od 30 stycznia do 13 lutego

## Wyniki wyborów
Wybory parlamentarne do Rady Narodowej wygrała prawicowa partia "Horyzont Monako" na którą oddano 50,34% ważnych głosów. Frekwencja wyborcza wyniosła 74,55%.
| Partia | Partia                              | Głosy   | Głosy | Głosy | Mandaty | Mandaty |
| Partia | Partia                              | Razem   | %     | +/–   | Razem   | +/–     |
| --- | ----------------------------------- | ------- | ----- | ----- | ------- | ------- |
| | Horyzont Monako                     | 56 472  | 50,34 | —     | 20/24   | 15      |
| | Unia Monakijska                     | 43 743  | 38,99 | 13,21 | 3/24    | 11      |
| | Odrodzenie                          | 11 964  | 10,67 | —     | 1/24    | —       |
| Razem | Razem                               | 112 179 | 100   | –     | 24      | 0       |
| |                                     |         |       |       |         |         |
| Ważne głosy | Ważne głosy                         | 4875    | 95,64 |       |         |         |
| Puste głosy | Puste głosy                         | 63      | 1,24  |       |         |         |
| Nieważne głosy | Nieważne głosy                      | 159     | 3,12  |       |         |         |
| Liczba głosów oddanych ogółem | Liczba głosów oddanych ogółem       | 5097    | 100   |       |         |         |
| Zarejestrowani wyborcy / frekwencja | Zarejestrowani wyborcy / frekwencja | 6825    | 74,55 |       |         |         |
| Źródło: "Résultats Élections Nationales 2013 - Le scrutin en chiffres", "Résultats Élections Nationales 2013 - Les résultats par liste" |                                     |         |       |       |         |         |